# ریچارد براک
ریچارد هیوبرت براک (به انگلیسی: Richard Hubert Bruck) (زاده ۲۶ دسامبر ۱۹۱۴ – درگذشته ۱۹۹۱) ریاضیدان اهل آمریکا بود.
زمینه کاری براک ترکیبیات بود و او در این زمینه با سرپرستی ریشارد براوئر در دانشگاه تورنتو در سال ۱۹۴۰ درجه دکتری ریاضیات را به دست آورد و پس از آن در دانشگاه ویسکانسین-مدیسون به استادی رسید. وی در سال ۱۹۴۹ به همراه هربرت رایسر قضیه نامبردار به قضیه رایسر-براک-چاولا را در ترکیبیات به اثبات رساند. این قضیه تا به امروز هم تنها حکمی است که شمار رویه های تصویری متناهی را محدود می کند. وی در سال ۱۹۵۱ مفهوم تور را معرفی کرد. براک در سال ۱۹۶۱ به عنوان سخنران مدعو در کنگره جهانی ریاضیدانان در استکهلم درباره «تکمیل رویه های جزیی متناهی» به سخنرانی پرداخت.